# Begusarai
Begusarai (hindi: बेगूसराय) és una ciutat i municipi de Bihar, capital del districte de Begusarai.
Ha experimentat un fort creixement demogràfic: La seva població al cens del 2001 era de 93.378 habitants i el 2011 ja superava els 250.000.